# 負債
負債（ふさい、英: liabilities）とは、企業会計用語で、将来的に、他の経済主体に対して、金銭などの経済的資源を引き渡す義務のこと。

## 企業会計用語
「負債」は、冒頭に挙げた説明のように、おおまかに言えば、法人が将来的に他の経済主体に対して引き渡す義務のことを言うのだが、企業会計（財務会計）上の厳密な用語・概念としては、この説明だけでは不十分である。「負債」は財務会計上、勘定科目の区分のひとつとなっており、負債には、法律上の会社にとっての債務と、法律上の債務ではないが合理的な期間損益計算の観点から負債としてあらかじめ計上される項目とが含まれる。負債に分類される勘定科目のうち、法律上の債務に該当するものには、借入金や買掛金などの確定債務、退職給付引当金などの条件付債務、法人税等引当金などの金額不確定債務がある。
一部の引当金等は、法律上の債務には該当しないが、将来会社に経済的な負担をもたらす可能性が高いものであるため、合理的な期間損益計算の観点から負債として計上される。これは例えば修繕引当金などが該当する。他に、価格変動準備金などの租税特別措置法上の各種の準備金は、しばしば特定引当金と呼ばれ、貸借対照表の負債の部に特定引当金の部を設けて記載される。

### 「負債」と「他人資本」
文脈によっては、負債は「他人資本」（たにんしほん、borrowed capital）とも呼ばれる。
財務会計の目的を会社の財産計算に置く静態論の立場からは、資産と負債の額をそれぞれ算出し、差額により純資産の額が求められるものとしてとらえられる。これに対し、財務会計の目的を会社の収益力の算定に置く動態論（収益費用アプローチ・資産負債アプローチ）の立場からは、貸借対照表の貸方は企業の資金調達の源泉を表示したもので、負債の部は金融機関等の債権者から調達した「他人資本」、資本の部は株主から調達した「株主資本」もしくは「自己資本」としてとらえられるのである。

### 負債の種類
企業会計原則のもとでは、負債は貸借対照表上では資本とともに貸方に記載され、一年基準に基づいて流動負債と固定負債とに区別される。
流動負債は、通常1年以内に弁済期限が到来する負債である。支払手形や買掛金等の取引先との通常の商取引によって生じた負債には、正常営業循環基準が適用され、原則として流動資産に分類される。借入金などには一年基準が適用され、弁済期限が1年以内に到来するもののみが流動負債に含まれる。また、前受収益などの次期収益へ繰り延べされるべき勘定科目、および引当金のうち賞与引当金のように通常1年以内に使用される短期負債性引当金も流動負債に属する。
固定負債は、通常1年以上後に弁済期限が到来する負債である。これには弁済期限が1年以上先の社債や長期借入金が含まれる。また、引当金のうち退職給付引当金など、通常1年を越えて使用される長期負債性引当金も固定負債に含まれる。

### 代表的な勘定科目
- 流動負債
  - 支払手形
  - 買掛金
  - 短期借入金
  - 未払金
  - 未払費用
  - 前受金
  - 前受収益
  - 割引手形
  - 賞与引当金
- 固定負債
  - 社債
  - 長期借入金
  - 退職給付引当金
  - 繰延税金負債

## たとえ話としての負債
ソフトウェア開発における書き直すべきソースコードについて、「技術的負債」という考え方がある。未払いの技術的負債が手に負えなくなると破産同然とし、もう一度最初からやり直す必要が発生する。

## 参考
- 会社計算規則第107条（負債の部の区分）
- 企業会計原則　第三 貸借対照表原則　四 貸借対照表科目の分類　(二)負債
- 企業会計原則注解16  流動資産又は流動負債と固定資産又は固定負債とを区別する基準について